# Il'ja Maksimov
Il'ja Vladimirovič Maksimov (in russo Илья Владимирович Максимов?; Nižnij Novgorod, 2 febbraio 1987) è un ex calciatore russo, di ruolo attaccante.

## Biografia
Suo fratello Ivan è stato un calciatore professionista.

## Carriera

### Club

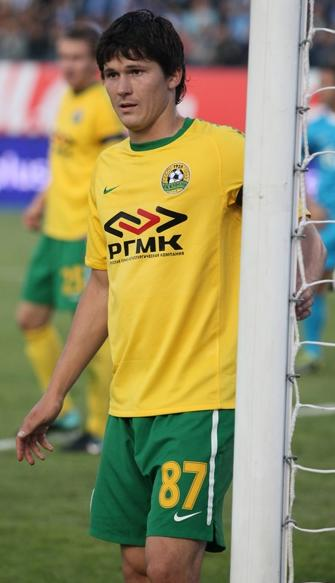
Maksimov nel 2011 con la maglia del Kuban'

Ha sempre giocato per club russi. Cresciuto nelle giovanili dello Spartak Mosca, ha esordito in massima serie con la maglia dello Zenit San Pietroburgo il 15 aprile 2006 nella gara contro il Luč Vladivostok valida per la quinta giornata di campionato; la sua prima rete ufficiale la siglò nella gara di andata del quinto turno di Coppa di Russia contro il Čita il 2 luglio 2006, siglando la rete che diede il via alla rimonta della propria squadra. È stato nella rosa dello Zenit che vinse il suo primo campionato nel 2007, anno in cui collezionò appena 6 presenze, ma quella contro il Čita rimase l'unica rete in 18 gare ufficiali con la maglia dello Zenit.
Cominciò poi ad andare in prestito a squadre di secondo piano come il Šinnik (che in quell'annata retrocesse), Sportakademklub (club di seconda serie con cui segnò i primi gol in campionato) e Chimki (squadra che finì ultima in massima serie ma con cui Maksimov si tolse la soddisfazione di segnare la sua prima rete in massima serie, il 25 aprile 2009, proprio contro lo Zenit).
Rimasto senza contratto per diversi mesi, trovò ingaggio nel Nižnij Novgorod, club della sua città natale militante in seconda serie, con cui realizzò 6 reti in 14 gare. Nella stagione successiva tornò in massima serie, militando nel Kuban', ma, rimasto senza reti in quattordici presenze, dopo pochi mesi tornò nella sua città di origine, stavolta col Volga Nižnij Novgorod, altro club di massima serie. Fu importantissimo per la salvezza della squadra: nello scontro fratricida contro il Nižnij Novgorod nei play-off segnò una doppietta nella gara di andata che servì a ribaltare lo svantaggio iniziale e che, alla luce dello 0-0 del ritorno, consentì al club di rimanere in massima serie.
Ad inizio 2013 si trasferì al Kryl'ja Sovetov Samara, dove rimase fino a fine agosto dello stesso anno, quando passò all'Anži. Con la squadra del Daghestan subì una nuova retrocessione in seconda serie, subito riscattata da un'immediata promozione. Trasferitosti nell'estate del 2016 all'Arsenal Tula, fu tra i protagonisti della salvezza, giocando entrambe le gare di play-off contro l'Enisej.
Nell'estate del 2018 va ai dilettanti del Chimik Dzeržinsk dove permane per due stagioni.

### Nazionale
Dopo aver collezionato 6 presenze e una rete con l'Under-19, il 15 agosto 2006 ha esordito con la nazionale Under-21 nell'amichevole contro i pari età della Turchia in cui giocò titolare, prima di essere sostituito da Roman Koncedalov. In seguito ha giocato solo un'altra gara con l'Under-21, un'altra amichevole, stavolta contro Israele, entrando a partita in corso al posto di Oleg Samsonov.
Il 26 marzo 2016 ha giocato la sua prima e unica partita in nazionale, l'amichevole contro la Lituania vinta dai russi per 3-0, in cui è entrato nei minuti finali al posto di Oleg Ivanov.

## Statistiche

### Presenze e reti nei club
| Stagione                     | Squadra                      | Campionato                   | Campionato | Campionato | Coppe nazionali | Coppe nazionali | Coppe nazionali | Totale | Totale |
| Stagione                     | Squadra                      | Comp                         | Pres       | Reti       | Comp            | Pres            | Reti            | Pres   | Reti   |
| ---------------------------- | ---------------------------- | ---------------------------- | ---------- | ---------- | --------------- | --------------- | --------------- | ------ | ------ |
| 2004                         | Zenit San Pietroburgo        | PL                           | 0          | 0          | KR              | 0               | 0               | 0      | 0      |
| 2005                         | Zenit San Pietroburgo        | PL                           | 0          | 0          | KR              | 0               | 0               | 0      | 0      |
| 2006                         | Zenit San Pietroburgo        | PL                           | 7          | 0          | KR              | 1               | 1               | 8      | 1      |
| 2007                         | Zenit San Pietroburgo        | PL                           | 6          | 0          | KR              | 4               | 0               | 10     | 0      |
| Totale Zenit                 | Totale Zenit                 | Totale Zenit                 | 13         | 0          |                 | 5               | 1               | 18     | 1      |
| gen-giu 2008                 | Šinnik                       | PL                           | 1          | 0          | KR              | 0               | 0               | 1      | 0      |
| lug-dic 2008                 | Sportakademklub              | PD                           | 18         | 4          | KR              | 0               | 0               | 18     | 4      |
| 2009                         | Chimki                       | PL                           | 15         | 1          | KR              | 0               | 0               | 15     | 1      |
| 2010                         | Nižnij Novgorod              | PD                           | 14         | 6          | KR              | 0               | 0               | 14     | 6      |
| gen-giu 2011                 | Kuban'                       | PL                           | 14         | 0          | KR              | 1               | 0               | 15     | 0      |
| giu 2011-2012                | Volga Nižnij Novgorod        | PL                           | 14+2       | 0+2        | KR              | 1               | 0               | 17     | 2      |
| 2012-gen. 2013               | Volga Nižnij Novgorod        | PL                           | 13         | 4          | KR              | 1               | 0               | 14     | 4      |
| Totale Volga Nižnij Novgorod | Totale Volga Nižnij Novgorod | Totale Volga Nižnij Novgorod | 29         | 6          |                 | 2               | 0               | 31     | 6      |
| gen-giu 2013                 | Kryl'ja Sovetov Samara       | PL                           | 9          | 4          | KR              | 0               | 0               | 9      | 4      |
| lug-ago 2013                 | Kryl'ja Sovetov Samara       | PL                           | 4          | 1          | KR              | 0               | 0               | 4      | 1      |
| Totale Kryl'ja Sovetov       | Totale Kryl'ja Sovetov       | Totale Kryl'ja Sovetov       | 13         | 5          |                 | 0               | 0               | 13     | 5      |
| ago. 2013-2014               | Anži                         | PL                           | 12         | 0          | KR              | 0               | 0               | 12     | 0      |
| 2014-2015                    | Anži                         | PFN                          | 31         | 10         | KR              | 2               | 0               | 33     | 10     |
| 2015-2016                    | Anži                         | PL                           | 22         | 6          | KR              | 1               | 0               | 23     | 6      |
| Totale Anži                  | Totale Anži                  | Totale Anži                  | 65         | 16         |                 | 3               | 0               | 68     | 16     |
| 2016-2017                    | Arsenal Tula                 | PL                           | 13+2       | 1+0        | KR              | 0               | 0               | 15     | 1      |
| 2017-2018                    | Arsenal Tula                 | PL                           | 10         | 1          | KR              | 0               | 0               | 10     | 1      |
| Totale Arsenal Tula          | Totale Arsenal Tula          | Totale Arsenal Tula          | 25         | 2          |                 | 0               | 0               | 25     | 2      |
| Totale carriera              | Totale carriera              | Totale carriera              | 207        | 40         |                 | 11              | 1               | 218    | 41     |

### Cronologia presenze e reti in nazionale
| Cronologia completa delle presenze e delle reti in nazionale ― Russia | Cronologia completa delle presenze e delle reti in nazionale ― Russia | Cronologia completa delle presenze e delle reti in nazionale ― Russia | Cronologia completa delle presenze e delle reti in nazionale ― Russia | Cronologia completa delle presenze e delle reti in nazionale ― Russia | Cronologia completa delle presenze e delle reti in nazionale ― Russia | Cronologia completa delle presenze e delle reti in nazionale ― Russia | Cronologia completa delle presenze e delle reti in nazionale ― Russia |
| Data                                                                  | Città                                                                 | In casa                                                               | Risultato                                                             | Ospiti                                                                | Competizione                                                          | Reti                                                                  | Note                                                                  |
| --------------------------------------------------------------------- | --------------------------------------------------------------------- | --------------------------------------------------------------------- | --------------------------------------------------------------------- | --------------------------------------------------------------------- | --------------------------------------------------------------------- | --------------------------------------------------------------------- | --------------------------------------------------------------------- |
| 26-3-2016                                                             | Mosca                                                                 | Russia                                                                | 3 – 0                                                                 | Lituania                                                              | Amichevole                                                            | -                                                                     | 69’                                                                   |
| Totale                                                                |                                                                       | Presenze                                                              | 1                                                                     |                                                                       | Reti                                                                  | 0                                                                     |                                                                       |

| Cronologia completa delle presenze e delle reti in nazionale ― Russia under 21 | Cronologia completa delle presenze e delle reti in nazionale ― Russia under 21 | Cronologia completa delle presenze e delle reti in nazionale ― Russia under 21 | Cronologia completa delle presenze e delle reti in nazionale ― Russia under 21 | Cronologia completa delle presenze e delle reti in nazionale ― Russia under 21 | Cronologia completa delle presenze e delle reti in nazionale ― Russia under 21 | Cronologia completa delle presenze e delle reti in nazionale ― Russia under 21 | Cronologia completa delle presenze e delle reti in nazionale ― Russia under 21 |
| Data                                                                           | Città                                                                          | In casa                                                                        | Risultato                                                                      | Ospiti                                                                         | Competizione                                                                   | Reti                                                                           | Note                                                                           |
| ------------------------------------------------------------------------------ | ------------------------------------------------------------------------------ | ------------------------------------------------------------------------------ | ------------------------------------------------------------------------------ | ------------------------------------------------------------------------------ | ------------------------------------------------------------------------------ | ------------------------------------------------------------------------------ | ------------------------------------------------------------------------------ |
| 15-8-2006                                                                      | Ramenskoe                                                                      | Russia under 21                                                                | 0 – 1                                                                          | Turchia under 21                                                               | Amichevole                                                                     | -                                                                              | 63’                                                                            |
| 23-3-2007                                                                      | Tel Aviv                                                                       | Israele under 21                                                               | 0 – 0                                                                          | Russia under 21                                                                | Amichevole                                                                     | -                                                                              | Ingresso                                                                       |
| Totale                                                                         |                                                                                | Presenze                                                                       | 2                                                                              |                                                                                | Reti                                                                           | 0                                                                              |                                                                                |

## Palmarès

### Club
- Campionato russo: 1

Zenit: 2007